# Атанасије Герески
Атанасије Петров Герески (Черевић, 1810 — Нови Сад, 30. март 1885) био је српски трговац и добротвор.

## Биографија
Родио се у Черевићу, у Срему од родитеља Петра и Марте. Основну школу завршио је у родном месту, а трговачки занат у Дунафелдвару и Бечу, где је у једној већој трговачкој радњи провео шест година.
Једно време радио је као трговац у Трсту, одакле се јавио брату са молбом за помоћ и нешто новца, који му брат није могао послати. Тада му је помогао српски учитељ у Трсту, Димитрије Владисављевић, који га је одвео једном тутору српске цркве и од кога је добио, из рквеног фонда, шест шпанских талира. Атанасије није био једини Србин који је на овај начин добио помоћ, а тутор му је том приликом рекао: „Ако Вам Бог помогне, Ви ћете нам тај новац вратити” и Атанасије је то заиста урадио и цркви послао драгоцене поклоне. Тада се нашао на броду за Цариград, али га је капетан брода убеђивао да је најбоље да оде у Русију. Тада га је капетан бесплатно повео у Одесу, где је Атанасије  провео педесет година. Првих неколико година радио је у туђим трговинским радњама, да би касније отворио сопствену радњу када је стекао довољан иметак.
Уживао је велики углед и заузимао значајан положај у руском високом друштву. За заслуге у Русији одликован је са две златне и једном сребрном колајном. Своје презиме Грчки прилагодио је духу руског језика у Герески.
У старости се вратио у Черевић, а одатле је 1880, након смрти супруге Јелене Спиридонове, прешао у Нови Сад.

## Добротвор
Пошто су му сва деца помрла Герески је одлучио да свој иметак завешта просветним установама и установама културе.
Године 1878. 21.000 руских рубаља наменио је за оснивање ђачког конвикта уз Српску православну гимназију, под називом „Атанасеум Герески”, тако да се од камате годишње могло помоћи школовање осморице сиромашних ученика. Конвикт није отворен, али су ђаци из овог фонда добијали стипендије. Имање је завештао 1883. Српској девојачкој школи у Новом Саду, а највећи део Матици српској. Након његове смрти управа Матице је од 1891. приходе из „Фонда Атанасије Герески” користила за помоћ „заслужних и сиротих књижевника српских”. Према његовој жељи фонд је у случају Матичиног пресељења или укидања требало предати на управљање сродној институцији у Новом Саду или управи Српских народно-црквених фондова у Сремским Карловцима.
Сахрањен је у порти цркве Светог Саве у Черевићу.